# Zell am Ziller
Zell am Ziller è un comune austriaco di 1 723 abitanti nel distretto di Schwaz, in Tirolo; ha lo status di comune mercato (Marktgemeinde).
Si trova nella Zillertal ed è una stazione sciistica specializzata nello sci alpino: ha ospitato tra l'altro i Campionati europei juniores 1975 e i Campionati austriaci 1989.